# Artificio (Cabildo)
Artificio de Cabildo o simplemente Artificio, es una entidad rural de la Comuna de Cabildo, dentro de la Provincia de Petorca, en la Región de Valparaíso, está situado a 4,2 km de Cabildo (La ciudad más cercana) y es conectada por la Ruta E-35, que a su vez solo se accede por el Túnel La Grupa, se encuentra en la ribera del Río Petorca y de la Quebrada Manzanillar. Según el Instituto Nacional de Estadísticas, cuenta con una población aproximada de 1 223 habitantes.

## Geografía e Ubicación
La geografía de Artificio se compone principalmente por un clima semi-templado, además de que es orillado por el Río Petorca, al igual de que su geomorfología es de Valles Transversales.
Artificio está ubicado a 4,2 km de Cabildo (ciudad más cercana) a 86,2 km de la Conurbación del Gran Valparaíso (capital regional) y a 114 km de Santiago de Chile (capital nacional), y sumando que es cercana a las localidades de Pedegua y Pichilemu. Mientras que es conectada por la Ruta E-35 y la Ruta E-253.

## Administración
Es administrada por la Municipalidad de Cabildo, al igual que por su propia comunidad, además, es considerada un distrito censal al igual que otras localidades.

## Demografía
Evolución demográfica de Artificio a través del tiempo.
| Gráfica de evolución demográfica de Artificio entre 2002 y 2017 |
|                                                                 |
| Fuente: Instituto Nacional de Estadísticas                      |